# Generator Clappa

Rys. 1. Schemat ideowy lampowego generatora Clappa

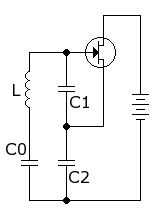
Rys. 2. Schemat ideowy tranzystorowego generatora Clappa

Generator Clappa – typ elektronicznego generatora drgań, wykorzystującego wzmacniacz z dodatnim sprzężeniem zwrotnym. Generator Clappa jest odmianą generatora Colpittsa z dodatkowym kondensatorem, dodanym szeregowo z indukcyjnością. Układ został wynaleziony przez Jamesa K. Clappa w roku 1948.
Generator Clappa może być realizowany zarówno w technice lampowej (rys. 1), jak i tranzystorowej (rys. 2).
Tak jak zostało to pokazane na rysunku 2, pętla sprzężenia zwrotnego zrealizowana jest na trzech kondensatorach oraz jednej cewce (obwód drgający). Dwa kondensatory (C1 oraz C2) realizują dzielnik napięcia, który odpowiada za regulację doprowadzonego do tranzystora sprzężenia zwrotnego.
Częstotliwość generowanego przebiegu, dla obwodu jak na rysunku, w którym użyto tranzystor typu FET, wynosi:
{\displaystyle f_{0}={\frac {1}{2\pi }}{\sqrt {{\frac {1}{L}}\left({\frac {1}{C_{0}}}+{\frac {1}{C_{1}}}+{\frac {1}{C_{2}}}\right)}}}